# Колхідська балада
«Колхідська балада» («Kolkhuri balada») — радянський художній фільм 1974 року, знятий режисером Генріхом Ходжавою на кіностудії «Грузія-фільм».

## Сюжет
Події фільму розгортаються в одному із куточків Грузії початку ХІХ століття. Про боротьбу грузинського селянства проти місцевих феодалів та його поплічників. У центрі фільму — образ простого селянина Джото Аланії. У фільмі беруть участь вокальні ансамблі «Гордела» та «Руставі».

## У ролях
- Спартак Багашвілі — батько Джото Аланії
- Гурам Пірцхалава — Джото Аланія
- Шалва Херхеулідзе — князь
- Темур Чачава — роль другого плану
- Важа Кобулашвілі — феодал
- Тенгіз Берідзе — роль другого плану
- Ніко Джангірашвілі — роль другого плану
- Наїра Чічінадзе — роль другого плану
- Каха Кахішвілі — роль другого плану
- Шалва Джаніашвілі — роль другого плану
- Джімі Ломідзе — Сосіна, княжий нукер
- Тахір Алієв — роль другого плану
- Іраклій Кокрашвілі — епізод
- З. Рамішвілі — епізод
- Мзія Квірікашвілі — епізод
- Л. Хведелідзе — епізод
- Валеріан Сулакаурі — епізод
- Василь Іванідзе — епізод
- В. Мартіросов — епізод
- Нугзар Мегрелішвілі — епізод
- А. Ісаєв — епізод
- Теймураз Чіхладзе — епізод
- Іване Сакварелідзе — селянин

## Знімальна група
- Режисер-постановник і сценарист — Генріх Ходжава
- Оператор — Ігор Крепс
- Композитор — Яків Бобохідзе
- Художник — Вахтанг Руруа